# サ・ポブラ
サ・ポブラ（カタルーニャ語: Sa Pobla: カタルーニャ語発音: [sə ˈpɔbːɫə]）またはラ・プエブラ（スペイン語: La Puebla）は、スペイン・バレアレス諸島州のムニシピ。マヨルカ島北部に位置する。公式名はカタルーニャ語名のSa Pobla。2017年の人口は12,793人。

## 地理
バレアレス諸島の州都パルマ・デ・マヨルカの42km北東にある。平均標高は36m。中心地区のサ・ポブラ地区のほかに、トラムンタナ山脈の山麓にスバック地区とサン・トニ地区がある。地下水が豊富であり、果樹園が卓越しているほか、かつてはイングランドに対してジャガイモを輸出していた。
サ・ポブラはマヨルカ島の鉄道網のターミナルのひとつであり、インカを出発した2号線（サ・ポブラ線）の終着駅がサ・ポブラ駅である。1878年にインカ＝サ・ポブラ間の鉄道路線が開通し、サ・ポブラは線路でパルマ・デ・マヨルカと結ばれた。1981年にはインカ＝サ・ポブラ間の路線が廃線となったが、2000年には営業を再開した。インカ駅とサ・ポブラ駅の途中には、サ・ポブラ駅側から順にムーロ駅、リュビー駅、アンパルメ駅の3つの途中駅がある。

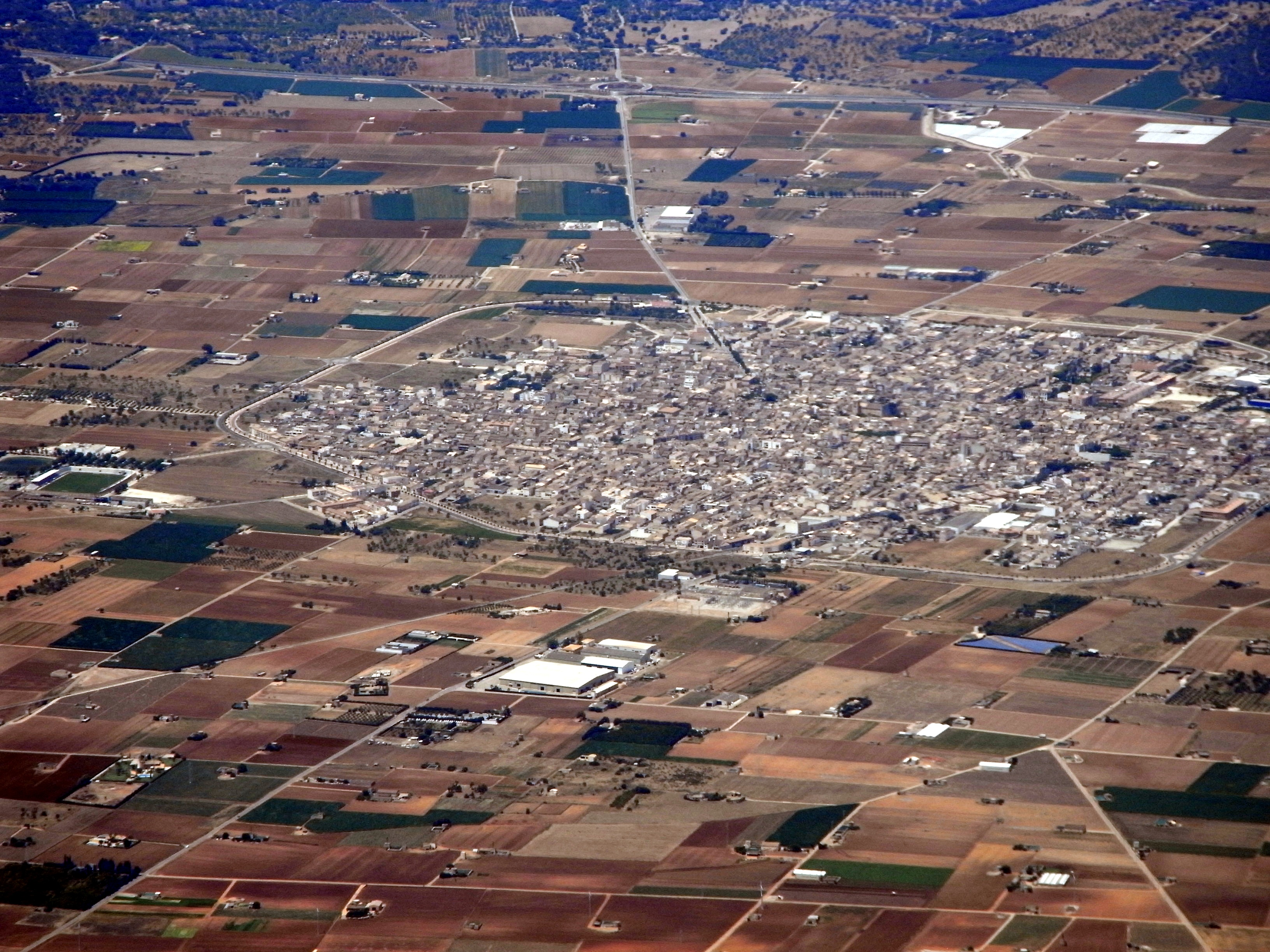
空から見たサ・ポブラ
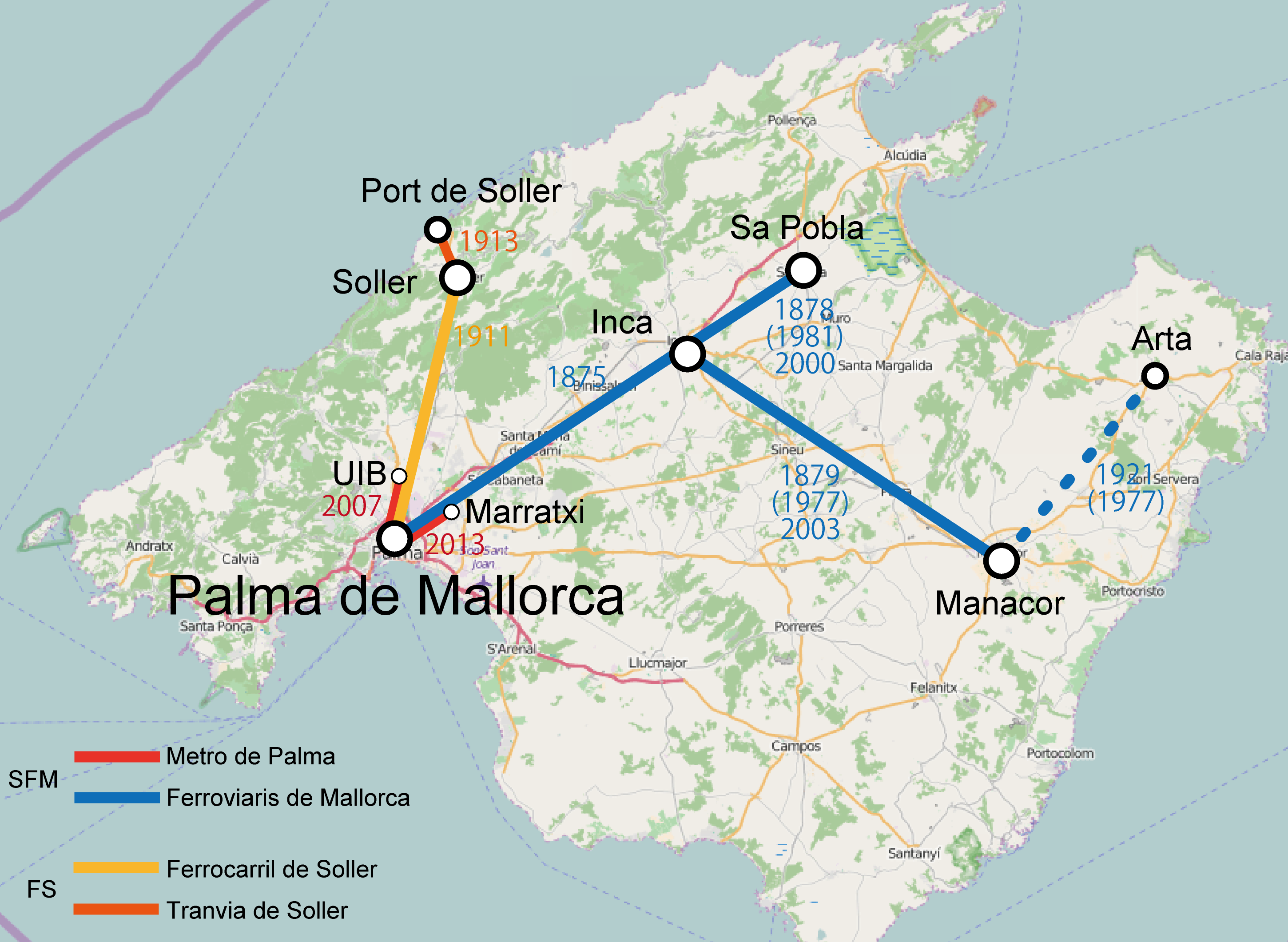
マヨルカ島の鉄道網

### 地勢

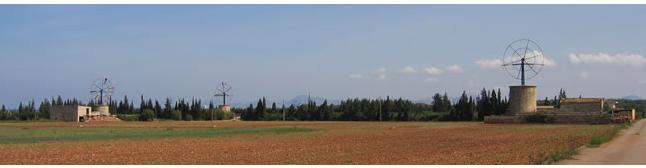
サ・ポブラの風景

面積は48.53 km2。自治体域の西側はトラムンタナ山脈の北端部、南側はマヨルカ平原、北側はアルクーディア湾がある。北東部の湿地帯は自治体域の9%を占めており、うち1,708ヘクタールはマヨルカ湿地自然公園に指定されている。近隣の自治体にはムーロ、リュビー、ブジェル、アルクーディア、ポリェンサなどがある。アルクーディア湾にはバレアレス諸島有数のビーチであるムーロ海岸がある。

### 人口
1364年の人口は965人、1466年の人口は550人、1591年の人口は1,950人、1750年の人口は1,972人、1840年の人口は3,094人、1860年の人口は3,637人、1877年の人口は4,861人、1887年の人口は5,681人だった。
| サ・ポブラの人口推移 1900－2010                         |
|                                                         |
| 出典:INE（スペイン国立統計局）1900年 - 1991年、1996年 - |

## スポーツ
1935年にはサッカークラブのUDポブレンセが設立された。UDポブレンセは長らく地域リーグに所属していたが、1954年にはテルセーラ・ディビシオン（4部相当）に昇格し、初めてリーガ・エスパニョーラでプレーすることとなった。その後は地域リーグとテルセーラ・ディビシオンを往復していたが、1982年には初めてセグンダ・ディビシオンB（3部相当）に昇格し、7シーズンをセグンダ・ディビシオンBで過ごした。1986-87シーズンにはコパ・デル・レイの本戦に出場し、2回戦で敗れた。1989年以降はずっとテルセーラ・ディビシオンに在籍している。UDポブレンセは8,000人収容のノウ・カンプをホームスタジアムとしている。
RCDマヨルカの副会長として知られるロレンソ・セラ・フェレールはサ・ポブラ出身であり、選手時代にはUDポブレンセでプレーし、指導者としてもUDポブレンセを指揮したことがある。UEFA欧州選手権1980に出場したスペイン代表のクンディ、赤道ギニア代表のルベン・エピティエ、イバン・ラミス、U-20スペイン代表のマルティ・クレスピ、カタルーニャ代表のジョアン・ジョルダン、U-19スペイン代表のジョアン・カンピンスなどはUDポブレンセでプレーしたことがある。

## 出身者
- アントニ・セラ・セラ（英語版）(1708-1755) : 宗教作家。
- シモン・アンドレウ（英語版）(1941-) : 俳優。
- ロレンソ・セラ・フェレール(1953-) : サッカー指導者・実業家。
- イバン・ラミス(1984-) : サッカー選手。